# Болычевцевы
Болычевцевы — старинный русский дворянский род.
Согласно летописным свидетельствам, род этой фамилии ведёт свою историю с начала XVII века от сына боярского Фрола Ефремова Болычевцева.
Губернским дворянским депутатским собранием род дворян Болычевцевых был записан в VI часть дворянской родословной книги Курской губернии Российской империи, но Герольдией Правительствующего Сената не был утверждён в древнем (столбовом) дворянстве за недостатком доказательств, и был внесён во II часть (с формулировкой: «по личным военным заслугам»).